# Пшитули (Підляське воєводство)
Пшитули (пол. Przytuły) — село в Польщі, у гміні Пшитули Ломжинського повіту Підляського воєводства.
Населення — 204 особи (2011).
У 1975—1998 роках село належало до Ломжинського воєводства.

## Демографія
Демографічна структура станом на 31 березня 2011 року:
|          | Загалом | Допрацездатний вік | Працездатний вік | Постпрацездатний вік |
| -------- | ------- | ------------------ | ---------------- | -------------------- |
| Чоловіки | 102     | 27                 | 68               | 7                    |
| Жінки    | 102     | 28                 | 53               | 21                   |
| Разом    | 204     | 55                 | 121              | 28                   |